# نیزامتین چالیشکان
نیزامتین چالیشکان (ترکی استانبولی: Nizamettin Çalışkan؛ زادهٔ ۲۰ مارس ۱۹۸۷) بازیکن فوتبال اهل ترکیه است.
از باشگاه‌هایی که در آن بازی کرده‌است می‌توان به باشگاه فوتبال اردواسپور، باشگاه فوتبال بروسیا دورتموند، و باشگاه ورزشی گنچلربیرلیغی اشاره کرد.